# داکوتا بلو ریچاردز
داکوتا بلو ریچاردز (انگلیسی: Dakota Blue Richards؛ زاده ۱۱ آوریل ۱۹۹۴) یک هنرپیشه اهل بریتانیا است. وی از سال ۲۰۰۶ میلادی تاکنون مشغول فعالیت بوده‌است.
از فیلم‌ها یا برنامه‌های تلویزیونی که وی در آن نقش داشته‌است می‌توان به قطب‌نمای طلایی و مجموعهٔ تلویزیونی اسکینز، راز موناکر اشاره کرد.